# Roofdier-Klasse (1954)
Die Roofdier-Klasse (niederländisch für Raubtier-Klasse), auch Wolf-Klasse, war eine Klasse leichter Fregatten bzw. Korvetten der niederländischen Marine. Die Schiffe wurden von den 1950er- bis in die 1980er-Jahre eingesetzt. Es handelte sich dabei um eine Variante der US-amerikanischen Patrol Craft Escorts und Admirable-Minensuchboote des Zweiten Weltkriegs, die in der Nachkriegszeit im Rahmen des Mutual-Defense-Assistance-Programms in den Vereinigten Staaten gefertigt und an zahlreiche Verbündete, in diesem Fall die Niederlande, übergeben wurden. Die US Navy klassifizierte die Schiffe als PCE-1604-Klasse, setzte sie aber selbst nicht ein.
Die sechs Schiffe der Klasse trugen Namen von Raubtieren, eine Anlehnung an die gleichnamige Zerstörerklasse des Ersten Weltkriegs:
- F817 Wolf (PCE-1607)
- F818 Fret (PCE-1604)
- F819 Hermelijn (PCE-1605)
- F820 Vos (PCE-1606)
- F821 Panter (PCE-1608)
- F822 Jaguar (PCE-1609)

Die sechs Schiffe wurden von 1952 bis 1954 in Boston (General Shipbuilding and Engineering Works) und New Orleans (Avondale Marine Ways) hergestellt. Ein siebtes Schiff, die Lynx (F823), wurde als Teil der ähnlichen italienischen Albatros-Klasse (ebenfalls ein Mutual-Defense-Assistance-Projekt) gefertigt und 1956 dem Roofdier-Geschwader hinzugefügt. Da sich dieses Schiff aber als unzureichend erwies, wurde es 1961 an Italien zurückgegeben.
Die Schiffe wurden für Geleitschutzoperationen in Nordsee und Ärmelkanal sowie für Überwachungsaufgaben in Küstennähe eingesetzt; in späteren Jahren in erster Linie für Fischerei-Inspektionen. Wasserbomben zur U-Boot-Abwehr – die ursprüngliche Aufgabe des Schifftyps – besaßen die Roofdier-Schiffe nur wenige Jahre. Eine Art kleinere Version der Klasse stellten die zeitgleich eingesetzten Balder-Patrouillenboote dar.
Obwohl die Schiffe bereits kurz nach der Indienststellung technisch veraltet waren, blieben sie bis 1984 im Einsatz. Nach der Ausmusterung wurden die Schiffe noch für Sprengstoff- und Materialtests verwendet und dann verschrottet. Der Roofdier-Klasse folgte Anfang der 1990er-Jahre die M-Klasse (Karel-Doorman-Klasse) mit deutlich größeren und schwereren Schiffen nach.